# Jadwiga Barthel de Weydenthal
Jadwiga Barthel de Weydenthal ps. „Brzeska” (ur. 22 sierpnia 1884 w Bądkowie, zm. 25 kwietnia 1961 w Rybniku) – żołnierz I Brygady Legionów, działaczka niepodległościowa, rzeźbiarka, matka chrzestna statku pasażerskiego MS Batory. Dama Orderu Virtuti Militari.

## Życiorys
Córka Zdzisława i Anieli z Różańskich, ziemian. Siostra Przemysława, Jerzego, Jana oraz Marii Barthel de Weydenthal – działaczki niepodległościowej, nauczycielki w gimnazjum sióstr urszulanek w Stanisławowie,  zakonnicy sióstr urszulanek – matki Beaty (1885–1970). Naukę pobierała w domu, później w Paryżu na Sorbonie, a następnie w kraju w latach 1905–1906. W latach 1916–1919 studiowała na wydziale rzeźby Szkoły Sztuk Pięknych w Warszawie u prof. Edwarda Wittiga, autora m.in. pomnika Juliusza Słowackiego. Przez trzy semestry (1924-1926) uczyła się w Akademii Sztuk Pięknych w Krakowie w pracowni prof. Konstantego Laszczki.
W latach 1912–1914 należała do oddziału lwowskiego Polskich Drużyn Strzeleckich. W okresie I wojny światowej zorganizowała Oddział Żeński Polskiej Organizacji Wojskowej (POW). Była zastępczynią komendantki tego oddziału, następnie została kierowniczką sekcji wywiadowczej OŻ POW. Prowadziła wywiad wojskowy i polityczny na terenie Warszawy i w terenie. Brała udział, razem ze swoją siostrą Marią, w pracach Oddziału Lotnego Wojsk Polskich. Po wejściu Niemców do Warszawy wzięła udział w organizowaniu Poczty Listów Prywatnych, mającej na celu utrzymywanie łączności z frontem legionowym oraz z terenami okupacji austriackiej. Od lutego 1916 do sierpnia 1918 pełniła funkcję komendantki OŻ POW. Była również członkiem Zarządu warszawskiego Koła Ligi Kobiet Pogotowia Wojennego. Od marca 1918 weszła w skład Komendy Naczelnej POW jako referentka Oddziałów Łączności na terenie okupacji niemieckiej i austriackiej.
Spisała wspomnienia z okresu pracy niepodległościowej. W 2019 zostały wydane przez Muzeum Historii Polski w tomie Kobiety niepodległości. Wspomnienia z lat 1910–1918.
W latach dwudziestych brała udział w pracy redakcyjnej wydawnictw wspomnień legionowych: Wierna Służba i Służba Ojczyźnie, w latach trzydziestych w pracach środowiskowej Komisji Odznaczeniowej Krzyża i Medalu Niepodległości (wchodziła ona w skład Głównej Komisji Odznaczeniowej) oraz Honorowego Sądu Kawalerów Krzyża i Medalu Niepodległości. Była przewodniczącą Stowarzyszenia Peowiaczek. 3 lipca 1935 z polecenia marszałkowej Aleksandry Piłsudskiej została wybrana na matkę chrzestną statku pasażerskiego MS Batory. W trakcie ceremonii powiedziała Dziś flota polska wzbogaciła się o nowy statek. Będzie on się nazywał „Batory” i wspólnie ze swoim starszym bratem imieniem „Piłsudski” będzie miał zaszczyt roznosić po szerokim świecie sławę Rzeczypospolitej (…) Życzę mu, aby fale wszystkich mórz i oceanów zawsze były dla niego przyjazne i aby były niezawodnym i miłym schronieniem dla tych, którzy mu się powierzają (…).
Po agresji III Rzeszy na Polskę we wrześniu 1939 uczestniczyła w obronie Warszawy. Pełniła służbę przy telefonach oraz w służbie sanitarnej, zwożąc rannych żołnierzy WP z przedpola Warszawy. Podczas okupacji niemieckiej zamieszkała z synami swego brata Jerzego (przebywającego w Chinach). Obaj bratankowie należeli do Armii Krajowej. Jadwiga opiekowała się nimi i pomagała w ich pracach aż do ich śmierci. Jeden zginął rozstrzelany przez Niemców w więzieniu w Łowiczu, drugi w czasie akcji oddziału partyzanckiego na południu Polski. II wojna światowa stała się dla niej okresem klęski nie tylko narodowej ale i rodzinnej. Straciła dom rodzinny w Bądkowie i brata Jana, którego Niemcy wywieźli do Mauthausen-Gusenn, gdzie wkrótce zmarł.
Po wojnie Jadwiga zamieszkała we Włocławku. W miejscowej fabryce porcelany znalazła możliwość wykonywania pracy rzeźbiarskiej w ceramice, co zapewniło jej środki utrzymania. Nie trwało to jednak długo, usunięto ją z fabryki ze względu na ziemiańskie pochodzenie. Wówczas opiekę i schronienie otrzymała od sióstr urszulanek z Rybnika, wśród których przebywała już jej siostra Maria Beata. Wróciła do rzeźbiarstwa. Dzieła jej do dziś zdobią kaplice sióstr w Rybniku i Pokrzywnie Poznańskim – siedzibie jej najmłodszej siostry – również urszulanki. W ostatnich latach życia była ciężko chora. Zmarła w Rybniku 25 kwietnia 1961 r. Pochowana na cmentarzu parafii Matki Bożej Bolesnej w Rybniku (sektor 3-III-2-1).

## Ordery i odznaczenia
- Krzyż Srebrny Orderu Wojskowego Virtuti Militari nr 7550 – 17 maja 1922[7][8][9][1]
- Krzyż Niepodległości z Mieczami – 12 marca 1931[7][5]
- Krzyż Walecznych trzykrotnie, po raz 2. i 3. w 1922[7][5]
- Krzyż I Brygady „Za wierną służbę” – 1916[7][5]
- Krzyż Polskiej Organizacji Wojskowej – 1919[7][5]
- Krzyż Legionowy – 1925[7]